# VASS
VASS és una empresa de solucions digitals present en 26 països d'Europa, Amèrica i Àsia. Va ser fundada en 1999 a Madrid (Espanya). Des de 2020 és propietat majoritària de l'empresa estatunidenca One Equity Partners (ONE).

## Història
L'empresa va ser creada en 1999 per l'economista Franciso Javier Latasa a la seva casa familiar de Alcobendas, amb un capital inicial de 500 000 pessetes (3000 euros). VASS significa “Valor afegit de solucions i serveis”. L'acrònim va ser adoptat com a nom per a la companyia a partir del nom de l'avi del fundador, l'escultor gadità Juan Luis Vassallo. El logo de la companyia és la primera part de la signatura de l'artista.
VASS va començar installant sistemes SAP que permetien a les empreses gestionar els seus recursos humans, financer-comptables, productius i logístics. En 2006 va obrir una oficina a Barcelona i en 2007 una altra a Londres. A partir de 2010 es va expandir internacionalment als Estats Units, Mèxic, Colòmbia, Xile, el Perú i Amsterdam. A la fi de 2020, l'empresa va ser adquirida per la signatura de capital de risc One Equity Partners (OEP), continuant amb l'expansió en adquirir companyies del sector tecnològic, i fundar altres noves.

## Grup VASS
L'ecosistema de la companyia abasta àrees com a experiència de client, computació en el núvol, intelligència artificial, ciberseguretat, enginyeria de programari i banca, entre d'altres.
En 2006 VASS es va ampliar creant Serbatic, una empresa de serveis TIC. En 2008, Nateevo, empresa de màrqueting digital (abans Montejava i Vass Digital).En 2011 es van crear noves línies de negoci: mobilitat empresarial i estratègia digital global, i es van obtenir les certificacions ISO/IEC 20000 i ISO/IEC 27001.
En 2016 la companyia es va traslladar al Parc Empresarial La Moraleja, en Alcobendas. En 2018 el grup va crear vdSHOP, una empresa fullcommerce.
Després de la inversió majoritària de One Equity Partners (OEP) es van adquirir CRI Group, especialitzada en ciberseguretat amb seu a Luxemburg, Ecenta AG (empresa alemanya de tecnologia SAP i estratègia de clients), i Comunitek (sistemes i productes per a banca majorista i mercats de capitals), així com la fundació de l'empresa T4S Advanced Solutions (consultoria SAP).
En 2022, el Grup VASS va adquirir One Inside (empresa suïssa de tecnologia Adobe), Movetia (empresa de Barcelona en serveis digitals per al sector automobilístic i financer), Hexagon Data (empresa mexicana d'automatització de màrqueting digital), Zington (consultora sueca de tecnologia digital), Intelygenz (empresa espanyola d'intelligència artificial). En 2023 VASS va adquirir Copilot (consultora de programari estatunidenc), PSKinetic (signatura britànica per a la incorporació de IA en el sector financer), i Pia Relations (consultora sueca de CRM i serveis en el núvol).

## Dades empresarials

### Evolució de l'ocupació
L'empresa tenia 100 empleats en 2002, va passar a 500 en 2011, 1.000 en 2014, 2.186 en 2020, 3.410 en 2022 i 4.600 en 2023. La companyia va formar part del rànquing de les 100 millors empreses per a treballar a Espanya en 2005, i s'ha mantingut fins a 2023.

### Facturació
- 2016 - 82,1 milions d'euros.[20]
- 2018 - 110 milions d'euros.[4]
- 2019 - 135 milions d'euros.[6]
- 2020- 142 milions d'euros.[19]
- 2022- 272,6 milions d'euros.[21]